# 황석하
황석하(1977년 6월 24일 ~ )는 대한민국의 배우이다.

## 학력
- 용인대학교 연극학과 연기전공 학사
- 엑시터대학교 대학원 Drama 연기실기석사(MFA)
- 고려대 일반대학원 문예창작학과 공연∙영상 박사

## 출연작

### 영화
- 《열두번째 인턴》 (2019년) - 오팀장 역
- 《가을 우체국》 (2017년) - 한우축사 직원 역
- 《인천상륙작전》 (2016년) - 통역병 역
- 《친애하는 지도자동지께》 (2015년) - 라디오DJ 역
- 《스피드》 (2015년) - 작곡가 역
- 《선지자의 밤》 (2015년) - 갑봉 역
- 《미쓰 와이프》 (2015년) - 김팀장 역
- 《성난 화가》 (2015년) - KCIS남 역
- 《오렌지향 오후》 (2014년) - 형준 역
- 《베일》 (2013년) - 심부름직원 1 역
- 《회사원》 (2012년) - 임실장 역

### 드라마
- 《도둑놈, 도둑님》 (2017년, MBC) - 의사 역
- 《유혹》 (2014년, SBS) - 두 회장 역
- 《신의 퀴즈 3》 (2012년, OCN) - 의무 실장 역
- 《인비트위너스 시즌 2》 (2009년, E4) (영국드라마) - Angry Man 역
- 《티브이 버프》 (2009년, ITV) (영국코메디) - Translator 역
- 《홀비 시티》 (2008년, BBC One) (영국드라마) - Mr. Tan 역

### 연극
- 《독립군가》 (2024년) - 공작조장 역
- 《일어나라 조국이여》 (2019년) - 안창호 역
- 《한여름밤의 꿈》 (2017년) - 테세우스 역
- 《체홉적 상상 - 갈매기 5막 1장》 (2013년) - 도른 역
- 《소외》 (2013년) - 배우 역
- 《그 여자의 자살 시도》 (2013년) - 배우 역
- 《로미오와 줄리엣》 (2013년) - 몬테규 역
- 《왕사슴》 (2005년) - 데라모 역